# Georg Brentano

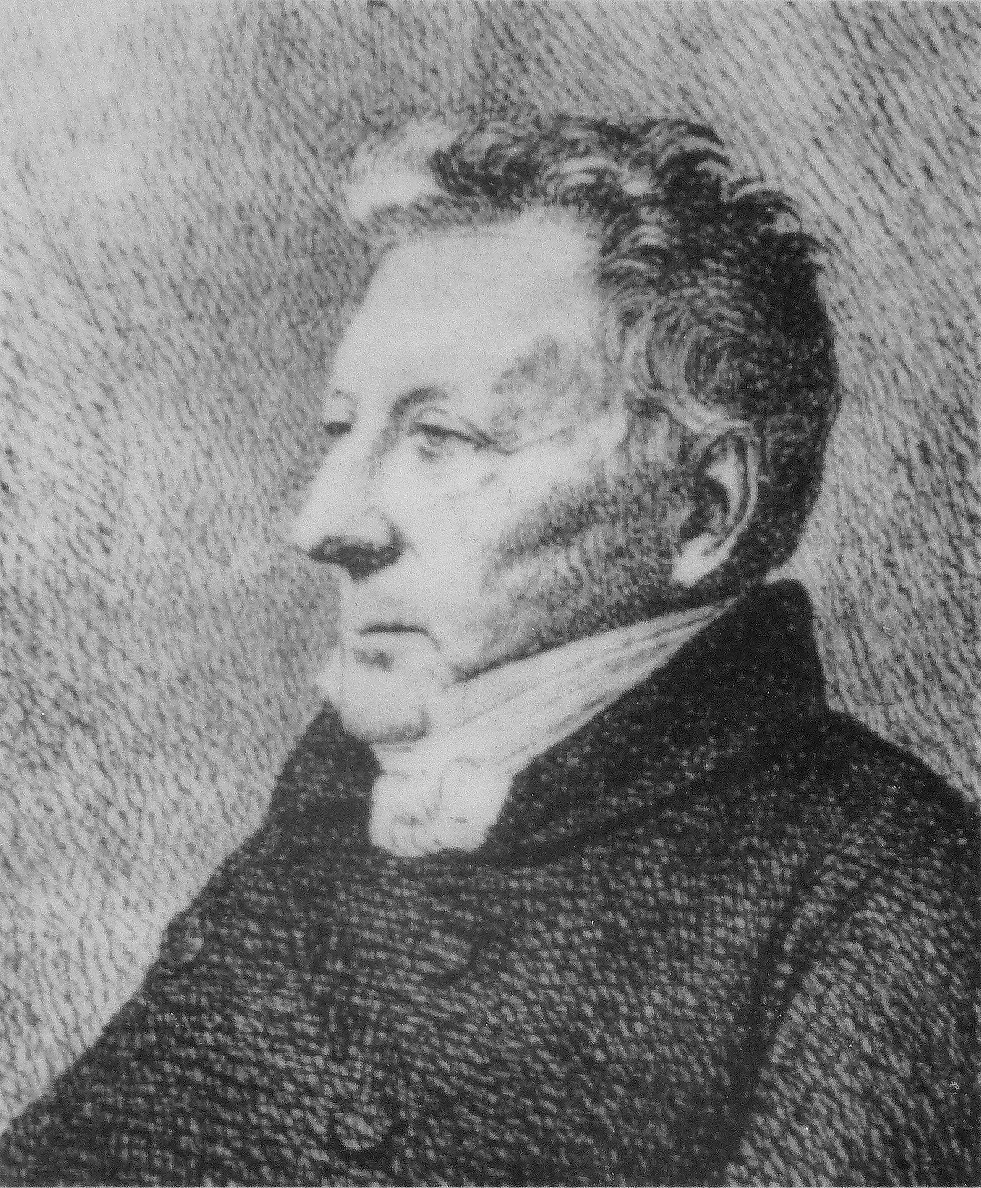
Georg Brentano auf einer Porträtzeichnung aus dem 19. Jahrhundert

Georg Michael Anton Josef Brentano (* 12. März 1775 in Ehrenbreitstein; † 22. Februar 1851 in Frankfurt am Main) war ein Frankfurter Großkaufmann und der älteste Sohn von Peter Anton Brentano mit seiner zweiten Ehefrau Maximiliane von La Roche, einer Freundin Goethes.

## Leben und Werk

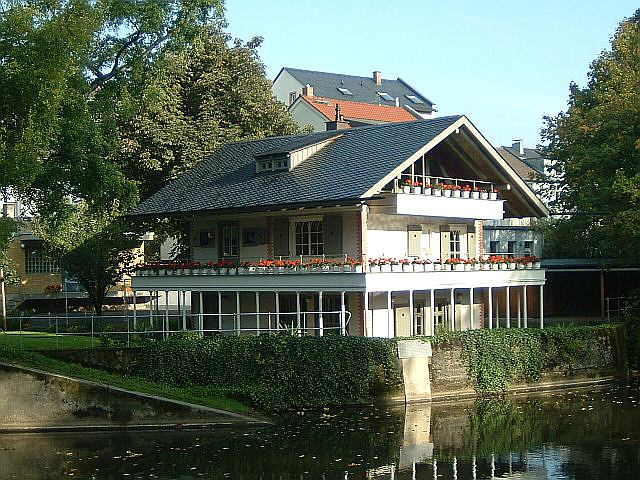
Das Petrihaus in Frankfurt-Rödelheim

Nach dem geschäftlichen Rückzug seines Vaters und dessen Umzug von Frankfurt am Main nach Koblenz, in die Residenzstadt des Kurfürsten von Trier, wurde er Finanzchef des Bank- und Handelshauses Brentano und leitete es gemeinsam mit seinem Halbbruder Franz Dominicus Brentano. 1808 wurde er Börsenvorsteher in Frankfurt. Von 1808 bis 1819 war er Mitglied der neu gegründeten Frankfurter Handelskammer. Auf Georgs Initiative hin konzentrierte sich das Handelshaus ab 1830 ganz auf das Bankgeschäft. Zur Unterscheidung von Franz nannte er sich Brentano-Laroche. Von 1817 bis 1821, 1823, 1828 und 1830 gehörte er dem Gesetzgebenden Körper der Freien Stadt Frankfurt an.
Brentano war verheiratet mit Maria Schröder, Tochter eines Rentmeisters aus Bergen bei Frankfurt. Seine Ehefrau starb bereits 1815 und hinterließ vier Kinder: Claudine (1804–1876); sie heiratete Georg Firnhaber von Eberstein gen. Jordis, Sophie (1806–1856). Franz (1809–1830) und Ludwig auch Louis genannt (1811–1895). 
Nach dem Tod der Ehefrau unternahm er 1816 eine dreimonatige Reise nach Italien, begleitet von Ludwig Emil Grimm. Von dieser Reise, die ihn bis nach Neapel führte, sind zahlreiche Skizzen erhalten.

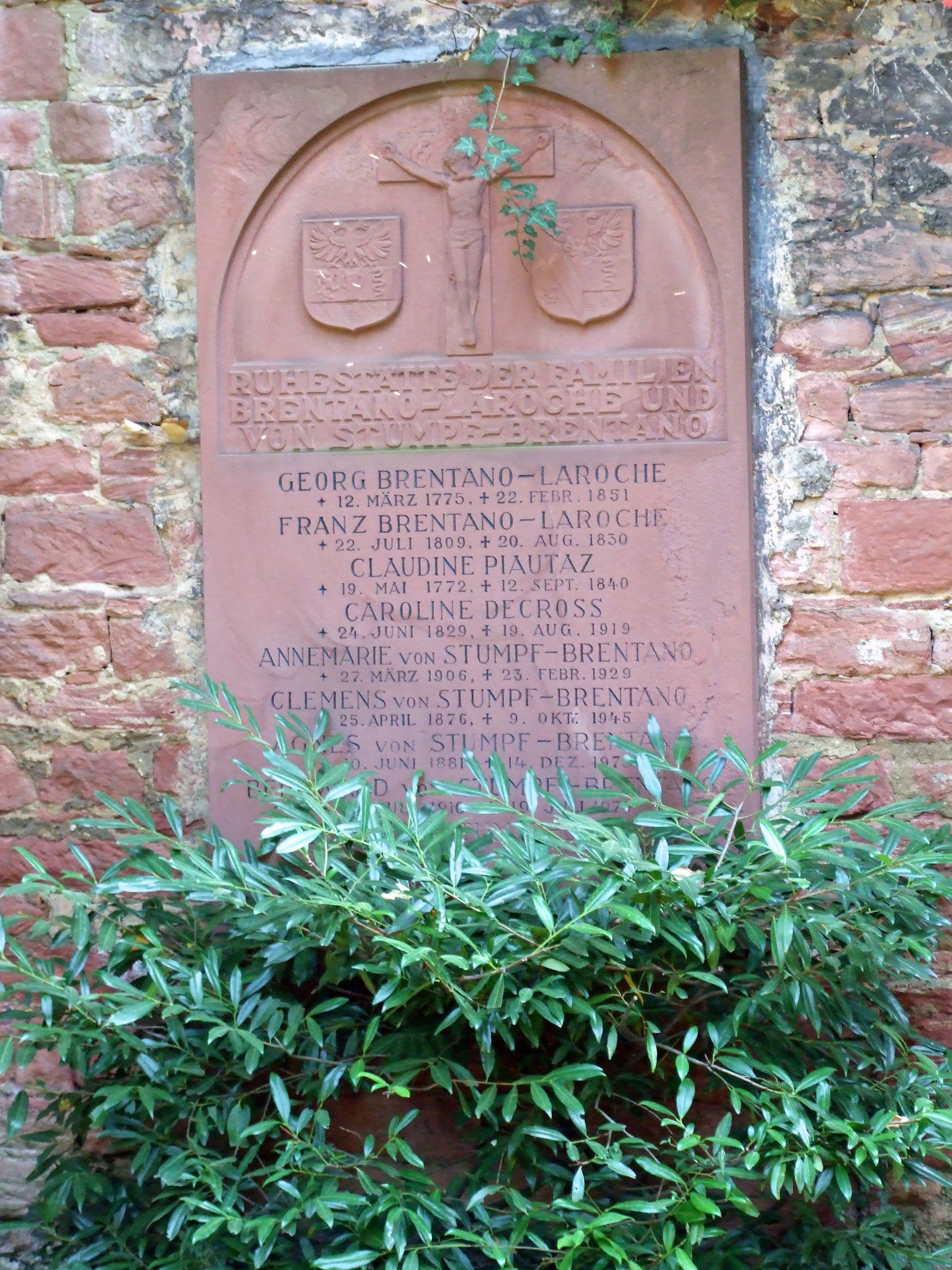
Brentanos Grab auf dem Frankfurter Hauptfriedhof

Sein eigentliches Lebensziel scheint die Schaffung eines Landschaftsparks gewesen zu sein. 1808 kaufte er dem preußischen Hofrat Friedrich Wilhelm Basse einen Privatgarten nebst Landhaus ab. In 40 Jahren erweiterte Georg diesen Garten in Rödelheim bei Frankfurt durch etwa 40 Zukäufe auf eine Fläche von ca. 13 Hektar. Er ließ einen griechischen Badetempel und ein künstliches Labyrinth errichten, sowie Granat-, Orangen- und andere Edelbäume pflanzen. Lange versuchte er vergebens, einem Rödelheimer Bäcker namens Petri dessen Fachwerkhaus an der Nidda abzukaufen. Erst 1819 konnte er mit viel Geld dieses später Petrihaus genannte Gebäude in seinen Besitz bringen und zu einem Refugium für sich umbauen lassen.
Seine Nachfahren verkauften das Anwesen 1926 an die Stadt Frankfurt. Im Zweiten Weltkrieg wurde das Landhaus zerstört und die Ruine 1957 beseitigt. Auf einem Teil entstand das Brentanobad, das größte Freiluftschwimmbad Hessens. Ein kleiner Teil (ca. 3 Hektar von ehemals 13) dient seitdem als öffentliches Naherholungsgebiet (Brentanopark).